# Уилям Холси
Уилям Фредерик Холси-младши (на английски: William Frederick Halsey Jr.) е американски адмирал на флота, който води кампании в Тихоокеанския театър на военните действия през Втората световна война. Той се застъпва за войната чрез самолетоносачи и става известен с дръзките си тактики.

## Биография
Холси е роден на 30 октомври 1882 г. в Елизабет, Ню Джърси в семейството на военноморски капитан от английско потекло. Чакайки да бъде назначен във Военноморската академия на САЩ, той записва медицина във Вирджинския университет. В академията е приет през 1900 г., а я завършва през 1904 г. След това служи като командир на разрушител през Първата световна война. През 1920-те години служи като военно аташе в Германия, Норвегия, Дания и Швеция.
През 1935 г. става военноморски летец, а през 1940 г. е вече вицеадмирал. След японското нападение над Пърл Харбър през декември 1941 г., оперативното съединение на Холси е на практика единствената останала оперативна бойна група в Тихия океан. Докато САЩ възстановяват флота си, той извършва изненадващи набези срещу японски острови – Маршаловите, Гилбъртовите и Уейк. През април 1942 г. групата му маневрира достатъчни близо до Токио, за да могат самолетите на подполковник Джеймс Дулитъл да извършват първата бомбардировка над японската столица. Последователните му успехи водят до назначаването му през октомври 1942 г. за командир на южната тихоокеанската сила. През следващите два месеца той изиграва ключова роля в битката при островите Санта Крус и морската битка при Гуадалканал, поради което впоследствие е повишен на адмирал. От края на 1942 г. до средата на 1944 г. Холси ръководите американската кампания при Соломоновите острови.
През юни 1944 г. на Холси е поверено командването на 3-ти флот, а оперативното му съединение от самолетоносачи нанасят няколко много успешни въздушни удара. Той е отговорен за прикриването и поддръжката на американските сухопътни операции, както и за намирането и унищожаването на голяма част от японския флот в битката в залива Лейте през октомври. Той ръководи американските войски през последните военноморски операции около Окинава и островите Рюкю от 28 май до 2 септември 1945 г., когато Японската империя капитулира.
През декември 1945 г. Холси е произведен в адмирал на флота. Пенсионира се през 1947 г.
Холси умира на 16 август 1959 г., докато е на почивка на Фишърс Айлънд, щата Ню Йорк. Положен е във Вашингтонската национална катедрала до 20 август 1959 г., когато е погребан близо до родителите си в Националното гробище Арлингтън